# 周明 (1934年)
周明（1935年1月30日—或1934年—），男，陕西周至人，中国文学编辑家，曾任中国现代文学馆副馆长，编审，中国散文学会副会长，中国报告文学学会常务副会长。